# Termos

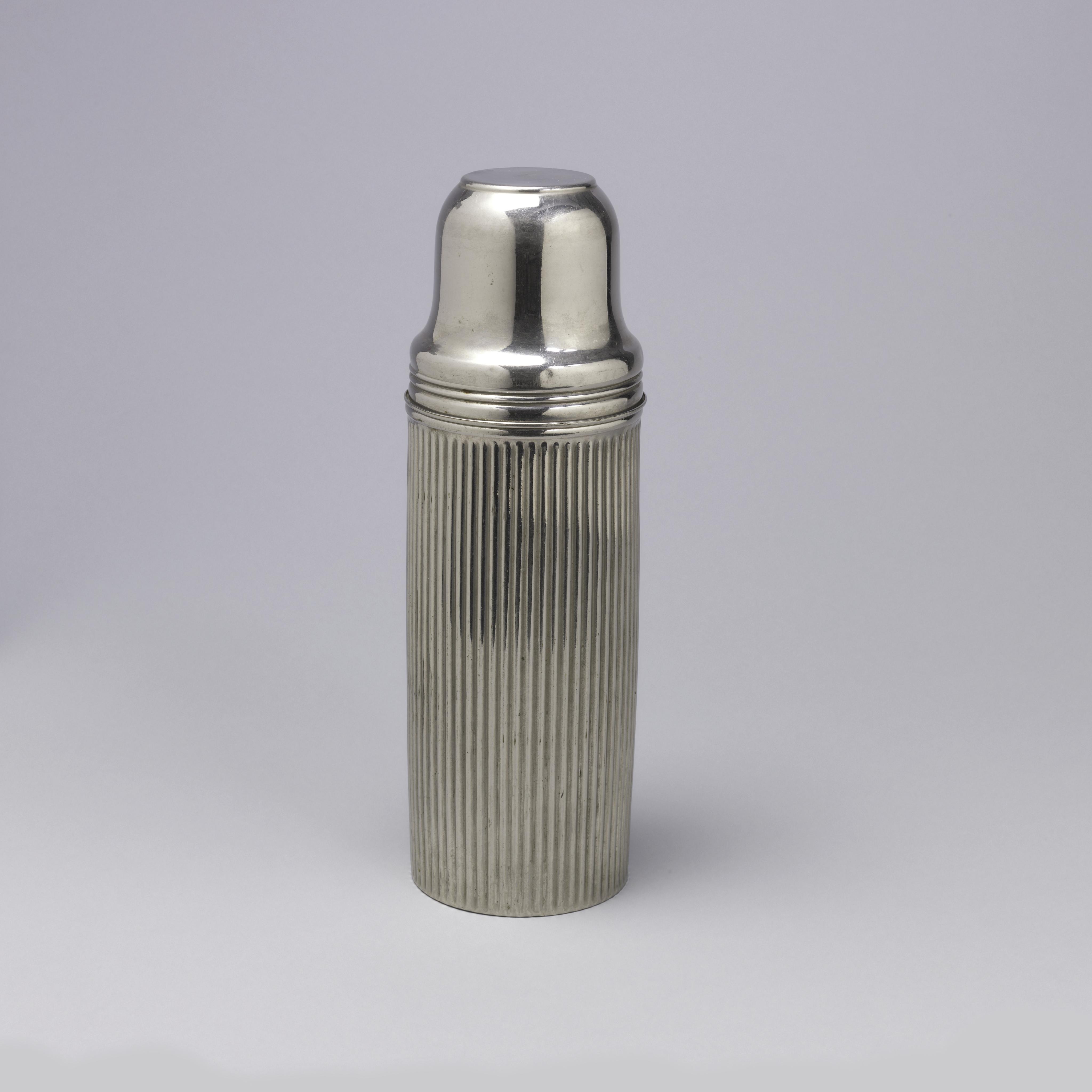
Termos z 1917 r.

Termos (stgr. θέρμε therme – ciepło) – naczynie o podwójnych ściankach, między którymi jest szczelna przestrzeń, w której panuje bardzo niskie ciśnienie, zwane próżnią techniczną. Naczynie to służy głównie do przechowywania substancji o temperaturze znacznie różniącej się od temperatury otoczenia.

## Historia
Próżniowe naczynie o podwójnych ściankach zostało skonstruowane i użyte po raz pierwszy w końcu XIX wieku przez Jacques-Arsène d'Arsonvala. Prawie dziesięć lat później, w 1892 r. James Dewar wynalazł to naczynie niezależnie od d’Arsonvala.
Początkowo naczynia Dewara używane były w laboratoriach do przechowywania niewielkich ilości skroplonych gazów.
W 1907 r. Reinhold Burger opatentował pomysł na umieszczenie szklanego naczynia Dewara w metalowej obudowie, która zabezpieczała je przed stłuczeniem, dzięki czemu stało się możliwe stosowanie go w gospodarstwie domowym do przechowywania gorących oraz zimnych napojów i potraw. Dewar przegrał sprawę sądową, założoną w celu uzyskania prawa do wynalazku.

## Nazwa

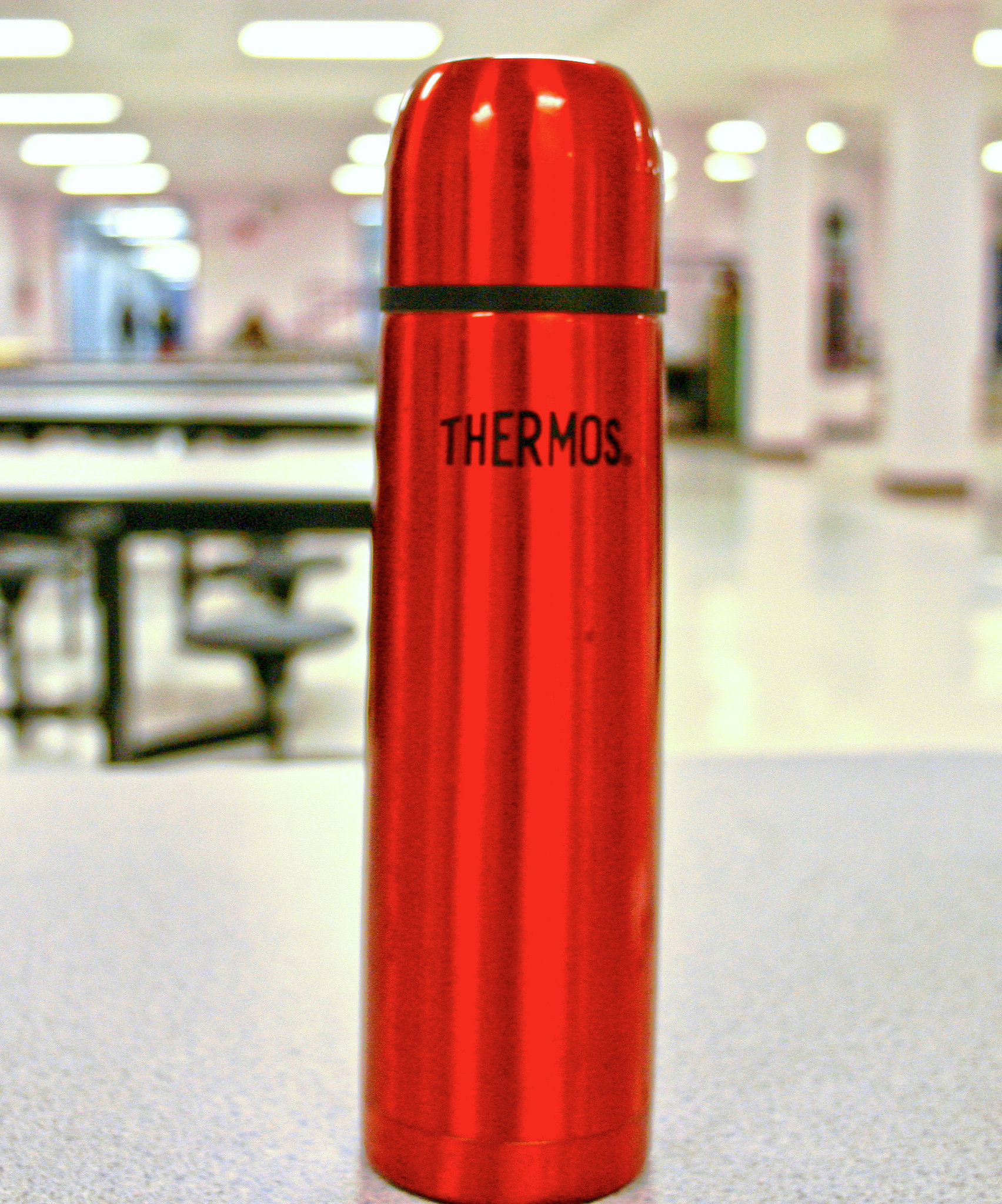
Termos marki Thermos

W 1904 r. Reinhold Burger i Albert Aschenbrenner, założyli przedsiębiorstwo Thermos GmbH. Nazwa ich przedsiębiorstwa i nazwa produktu wzięła się z konkursu na nową nazwę „butelki próżniowej”, mieszkaniec Monachium zaproponował słowo „Thermos”, pochodzące od greckiego słowa „therme”, oznaczające ciepło.
W 1907 r., przedsiębiorstwo Thermos GmbH sprzedało markę Thermos trzem niezależnym przedsiębiorstwom: The American Thermos Bottle Company of Brooklyn, NY, angielskiej Thermos Limited of Tottenham i kanadyjskiej Thermos Bottle Co. Ltd. of Montreal, Canada.
W 1958 r. w USA, przedsiębiorstwo Aladdin Industries ogłosiło, że będzie sprzedawało termosy (ang. thermos bottles). Przedsiębiorstwo Thermos odpowiedziało pozwem o naruszenie dóbr. W 1962 r. sprawa sądowa zakończyła się rozstrzygnięciem. Sędzia Robert Anderson orzekł, że słowo „thermos” nie jest znakiem towarowym, z powodu braku staranności w obronie tego znaku. Tym samym przedsiębiorstwo Aladdin (i inne przedsiębiorstwa) mogą oznaczać swoje butelki próżniowe nazwą „thermos”, a przedsiębiorstwo Thermos (wtedy nazywane King-Seeley Thermos Company) zachowało prawo do nazwy „Thermos” pisanej wielką literą.

## Konstrukcja i zasada działania

Schemat naczynia Dewara

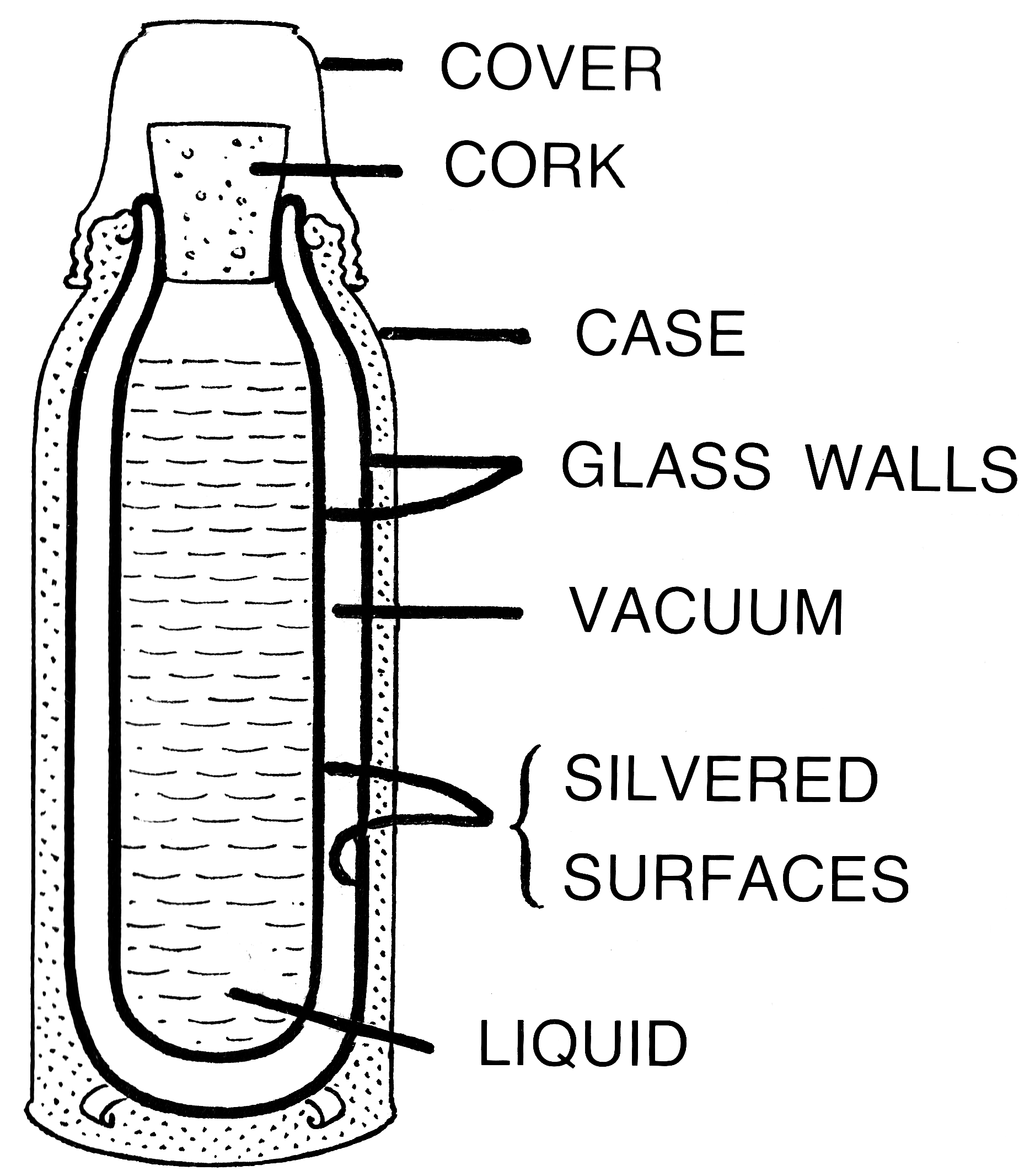
Budowa wewnętrzna termosu

Kluczowym elementem termosu jest naczynie Dewara ([djụ:əra]). Oryginalne naczynie Dewara było otwartym od góry cylindrem szklanym o podwójnych ściankach, pokrytych z obu stron lustrem srebrnym. Cylinder ten wykonuje się w ten sposób, aby między jego ściankami powstała przestrzeń, z której wypompowuje się powietrze, tak aby uzyskać możliwie jak najdoskonalszą próżnię techniczną w tym miejscu. Bardzo niskie ciśnienie gazu w tej przestrzeni gwarantuje skrajnie małą przewodność całego układu, gdyż niemal do zera spada możliwość przekazywania ciepła przez konwekcję.
Same ścianki są bardzo cienkie, dzięki czemu w trakcie ich schładzania lub ogrzewania wymieniają one minimalną ilość ciepła w momencie napełniania naczynia zimną lub gorącą substancją, nie powodując zauważalnych zmian temperatury tej substancji. Cienka szklana ścianka naczynia minimalizuje straty ciepła przez przewodzenie. Dodatkowo powierzchnie ścianek są zwykle pokrywane warstwą odbijającą światło, aby zredukować do minimum wymianę ciepła przez promieniowanie. Od góry termos zamyka się korkiem z dobrego izolatora ciepła.
Termosy stosowane w warunkach domowych mają zwykle pojemności rzędu do 1-2 litrów. Dawniej były wykonywane ze szkła oraz z tworzywa sztucznego służącego za obudowę. Obecnie coraz częściej stosuje się w pełni metalowe termosy, które mają nieco gorsze parametry izolacyjne niż termosy szklane, ale ze względu na ich wytrzymałość wypierają z rynku tradycyjne termosy szklane.

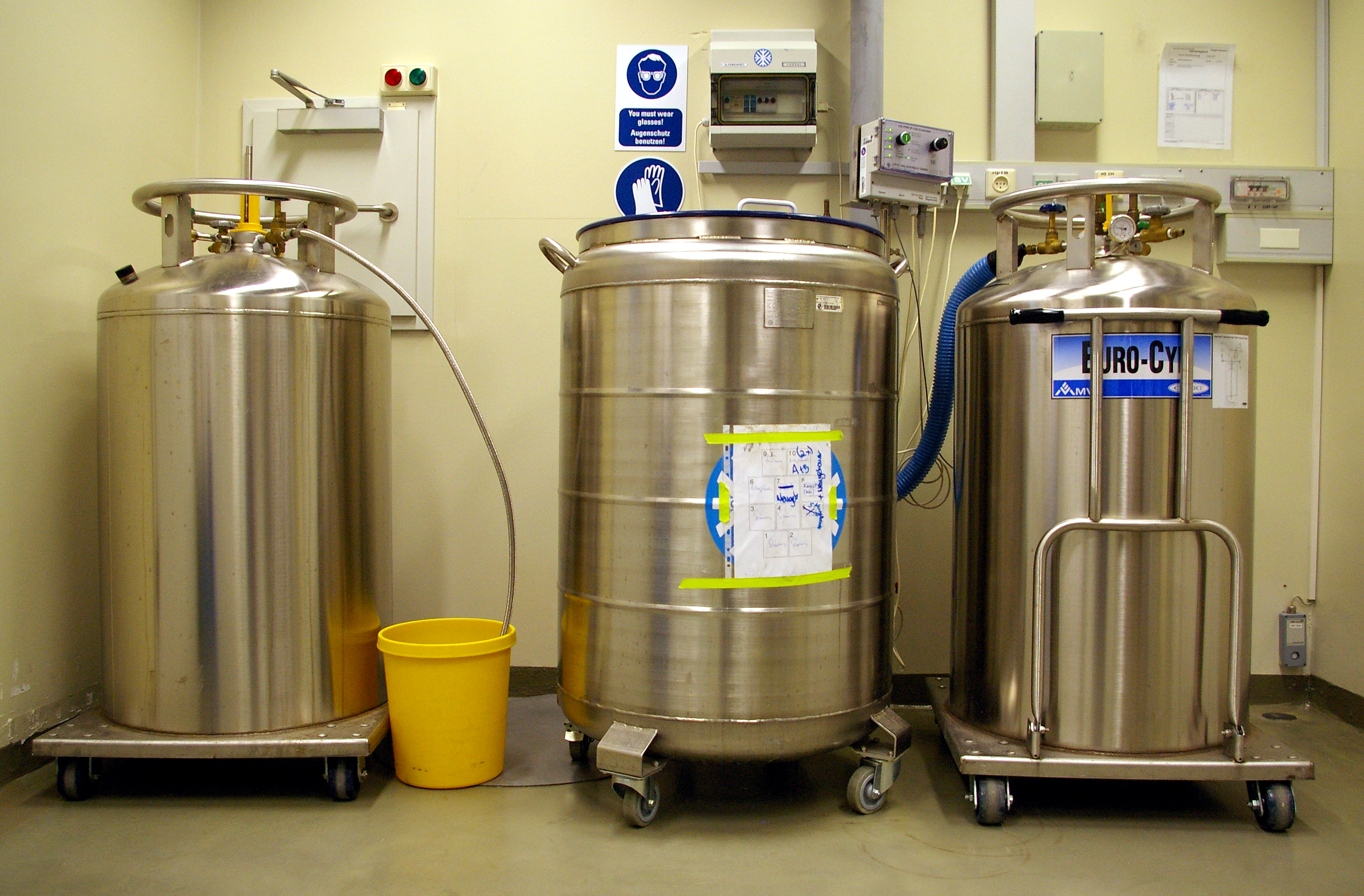
Pojemniki ze stali nierdzewnej do przechowywania ciekłego azotu

W laboratoriach spotyka się zarówno termosy szklane, jak i metalowe. Służą one do przechowywania niskowrzących cieczy (np.: ciekłego azotu), do umieszczania w nich próbek substancji, które muszą być przechowywane w stanie zamrożonym oraz jako łaźnie i płaszcze chłodzące. Termosy laboratoryjne mają pojemności od 100 ml, a w przypadku Dewarów na ciekły hel nawet 1000 l (ze względu na niższe straty materiału przy większych pojemnościach). Termosy o dużych pojemnościach są zwykle produkowane ze stali nierdzewnej i zaopatrywane w zawory i króćce do przetaczania przechowywanych w nich cieczy.